# Malaitabrilvogel
De malaitabrilvogel (Zosterops stresemanni) is een zangvogel uit de familie Zosteropidae (brilvogels). Deze vogel is genoemd naar de Duitse zoöloog Erwin Stresemann.

## Verspreiding en leefgebied
Deze soort is endemisch op het eiland Malaita in de Salomonseilanden.

## Status
De grootte van de populatie is niet gekwantificeerd maar de soort wordt omschreven als zeer talrijk. Op de Rode lijst van de IUCN heeft deze soort de status niet bedreigd.